# Gregoire Auger
Gregoire Auger (geboren im 20. Jahrhundert) ist ein französischer Rockmusiker und Filmkomponist.

## Leben
Gregoire Auger ist als Musiker und Komponist Autodidakt. Während der Schulzeit hat er Gitarre spielen gelernt und sowohl mit der klassischen Gitarre als auch mit der E-Gitarre experimentiert und war Mitglied in verschiedene Rockgruppen. Nach dem Bac hat er zunächst ein Jurastudium aufgenommen, die Musik aber nicht aufgegeben. Während eines Jobs bei einer Computerfirma hatte er Kontakte zu Leuten, die in der Film- und Medienbranche arbeiteten, und die ihn baten, Musik für ihre Filme und Videos zu schreiben. In diesem Zusammenhang hat er Thomas Kruithof kennengelernt, der damals zwar schon einen Kurzfilm aber noch keinen Kinospielfilm gedreht hatte. Kruithof, der schon lange mit der Arbeit an einem Drehbuch für Operation Duval – Das Geheimprotokoll (2016) beschäftigt war, bat  Auger, die Musik zu seinem Film zu komponieren. Kruithof engagierte ihn auch für seinen nächsten Film Les promesses, der 2021 in Venedig Premiere hatte, als Komponist.

## Zitat
„Es gibt Musik, die man ohne den Film nicht hört […]. Wenn sie nur ein funktionale Musik ist, trägt sie weiter nichts zum Film bei. Zweck der Musik ist es, zum Beispiel, eine andere Facette einer Person zu zeigen, eine Ergänzung über die Seele. Wenn man noch etwas weitergeht, gewissermaßen den Rahmen des Films überschreitet, dann bleibt oft die Musik und man kann sie unabhängig hören.“

## Filmografie
- 2016: Operation Duval – Das Geheimprotokoll, Regie: Thomas Kruithof
- 2017: Mariana, Regie: Marcela Said
- 2018: Burn Out, Regie: Yann Gozlan
- 2019: Une Intime Conviction, Regie: Antoine Raimbault
- 2021: L’hypothèse démocratique, Regie: Thomas Lacoste
- 2021: Les Promesses, Regie: Thomas Kruithof
- 2024: Rematch (Fernsehserie, 6 Episoden)